# 坂本照夫
坂本 照夫（さかもと てるお、1950年11月26日 - ）は、日本の医学者、医師。専門は救急医学、集中治療医学、外傷外科学、外科学。学位は、医学博士。
大分大学医学部附属病院病院顧問、久留米大学名誉教授、元久留米大学病院病院長。

## 人物
久留米大学医学部卒業後は、心臓外科医を目指し久留米大学医学部外科学第二講座に入局したが、外科研修の一環としての久留米大学病院救急部勤務時に救急医療に興味が湧き、外科学第二講座の心臓外科研究室から筑豊労災病院を経て、救急医に転向した。
久留米大学医学部救急医学講座主任教授、久留米大学病院高度救命救急センター長、久留米大学病院病院長を歴任し、久留米大学を定年退職。
定年退職後は、大分大学医学部附属病院高度救命救急センターに特任教授として勤務している。2022年3月末までは高度救命救急センター長を務めていたが、4月より新たに救急医学講座教授に就任した安部隆三に高度救命救急センター長を交代した。

## 略歴
- 1977年3月 - 久留米大学医学部卒業[1]
- 1977年4月 - 久留米大学医学部外科学第二講座入局[1]
- 1983年4月 - 筑豊労災病院外科[1]
- 1985年4月 - 筑豊労災病院外科副部長[1]
- 1985年10月 - 久留米大学病院高度救命救急センター助手[1]
- 1989年4月 - 久留米大学病院高度救命救急センター講師[1]
- 1995年9月 - 久留米大学医学部救急医学講座助教授[1]
- 1997年8月 - マギル大学外科留学[1]
- 1998年3月 - 久留米大学医学部救急医学講座助教授[1]
- 2002年11月 - 久留米大学医学部救急医学講座主任教授[1]
- 2004年4月 - 久留米大学医学部救急医学講座主任教授、久留米大学病院高度救命救急センター長[1]
- 2009年4月 - 久留米大学医学部救急医学講座主任教授、久留米大学病院副病院長・高度救命救急センター長[1]
- 2013年4月 - 久留米大学医学部救急医学講座主任教授、久留米大学病院病院長・高度救命救急センター長[1][5]
- 2015年3月 - 久留米大学を定年退職
- 2015年6月 - 大分大学医学部附属病院高度救命救急センター特任教授[5]
- 2017年7月 - 大分大学医学部附属病院高度救命救急センター特任教授・高度救命救急センター長[6]
- 2022年4月 - 大分大学医学部附属病院病院顧問[7]